# تجربة إدينغتون
كانت تجربة إدينغتون اختباراً رصدياً للنسبية العامة في عام 1919 التي نظمها علماء الفلك البريطانيون فرانك واتسون دايسون وآرثر ستانلي إدينغتون، كانت الملاحظات عن كسوف الشمس الكلي في 29 مايو 1919 وتم تنفيذها من خلال رحلتين، واحدة الى جزيرة برينسيبي في غرب افريقيا والأخرى إلى مدينة سوبرال البرازيلية، كان الهدف من الحملات هو قياس انحراف الجاذبية لضوء النجوم الذي يمر بالقرب من الشمس. تنبأ ألبرت أينشتاين بقيمة هذا الانحراف في ورقة بحثية عام 1911 ومع ذلك، تبين أن هذا التنبؤ الأولى لم يكن صحيحًا لأنه كان يستند الى نظرية النسبية العامة غير مكتملة، حسّن أينشتاين لاحقًا تنبؤاته بعد الانتهاء من نظريته في عام 1915 والحصول على حل معادلاته بواسطة كارل شوارزشيلد، ثم بعد عودة البعثات قدم إدينغتون النتائج إلى الجمعية الملكية في لندن وبعد بعض المشاورات تم قبولها. أدت التغطية الصحفية واسعة النطاق لنتائج إلى شهرة عالمية لأينشتاين و نظرياته.

## الخلفية
واحدة من أولى الاعتبارات حول الانحراف الجاذبية للضوء تم نشرها في عام 1801 عندما أشار يوهان جورج فون سولدنر إلى أن الجاذبية النيوتونية تتوقع أن ضوء النجوم سيتم تحويله عندما يمر بالقرب من جسم ضخم، في ورقة نشرت في عام 1911 من آينشتاين قام فيها بحساب خاطئ لكمية الانحراف الضوئي التي كانت هي نفس القيمة النيوتونية؛ أي 0.83 ثانية من القوس لنجم سيكون فقط على طرف الشمس في غياب الجاذبية.
في أكتوبر 1911 واستجابة لتشجيع آينشتاين فقد اتصل عالم الفلك الألماني إروين فورندليتش باختصاصي الكسوف الشمسي تشارلز د. بيرين في برلين للتحقيق في مدى ملائمة صور الكسوف الشمسي الموجود لإثبات تنبؤ أينشتاين للانحراف الضوئي، شارك بيرين مدير المرصد الوطني الأرجنتيني في قرطبة في أربع بعثات للكسوف الشمسي أثناء وجوده في مرصد ليك في 1900 و1901 و1905 و1908 ولم يعتقد أن صور الكسوف الموجودة ستكون مفيدة. سأل فروندليتش في عام 1912 عما إذا كان بيرين سيدرج مراقبة انحراف الضوء كجزء من برنامج المرصد الأرجنتيني لكسوف الشمس في 10 أكتوبر 1912، أعار كامبل مدير مرصد ليك بيرين عدسات الكاميرا الداخلية وكان بيرين وفريق قرطبة هم البعثة الوحيدة للكسوف التي قامت ببناء معدات متخصصة مخصصة لمراقبة انحراف الضوء، لسوء الحظ عانت جميع البعثات من الأمطار الغزيرة مما أوقف العملية بالكامل دون إجراء أي ملاحظات، بالرغم من ذلك فقد كان بيرين أول عالم فلك يحاول تخصيص مراقبة انحراف الضوء لاختبار تنبؤ أينشتاين، شارك إدينغتون في بعثة بريطانية إلى البرازيل لمراقبة الكسوف عام 1912 ولكنه كان مهتمًا بقياسات مختلفة، أمضى إدينغتون وبيرين عدة أيام معًا في البرازيل وربما ناقشا برامج المراقبة الخاصة بهما بما في ذلك تنبؤ أينشتاين بانحراف الضوء.
التزمت ثلاث بعثات للكسوف في عام 1914 من الأرجنتين وألمانيا والولايات المتحدة باختبار نظرية أينشتاين من خلال مراقبة انحراف الضوء، كانوا المدراء الثلاثة هم إروين فينيلي-فروندليتش من مرصد برلين والفلكي الأميركي وليام والاس كامبل مدير مرصد ليك وتشارلز د.بيرين مدير المرصد الوطني الأرجنتيني في قرطبة. سافرت البعثات الثلاثة إلى شبه جزيرة القرم في الإمبراطورية الروسية لمراقبة كسوف 21 أغسطس ولكن كانت الحرب العالمية الأولى قد بدأت في يوليو من ذلك العام واعلنت ألمانيا الحرب على روسيا في الأول من أغسطس، اُّجبر علماء الفلك الالمان على العودة إلى ديارهم أو أسرهم من قبل الروس، على الرغم من عدم اعتقال علماء الفلك الأميركيين والارجنتينيين إلا أن السحب منعت من إجراء ملاحظات واضحة أثناء الكسوف، لم تكن صور بيرين واضحة بما فيه الكفاية لإثبات تنبؤ أينشتاين ولكنها كانت الاولى التي تم الحصول عليها في محاولة لاختبار تنبؤ أينشتاين بانحراف الضوء.
أما المحاولة الثانية التي قام بها علماء الفلك الأمريكيين لقياس التأثير خلال كسوف عام 1918 فقد أحبطت بسبب السحب في مكان واحد والنتائج الغامضة بسبب عدم وجود المعدات الصحيحة في مكان آخر.
تنبأت ورقة أينشتاين لعام 1911 بانحراف ضوء النجوم على طرف الشمس الذي يبلغ 0.83 ثانية من القوس وشجعت علماء الفلك على اختبار هذا التنبؤ من خلال مراقبة النجوم القريبة من الشمس أثناء كسوف الشمس. من حسن حظ أينشتاين أن الطقس منع نتائج بيرين في عام 1912 وبيرين وفروندليتش وكامبل في عام 1914 لأنهم لو تمكنوا من الوصول إلى النتائج لكانت قد دحضت تنبؤات عام 1911 التي تعكس سمعة أينشتاين، لكن على أي حال فقد صحح أينشتاين تنبؤه في ورقته عام 1915 عن النسبية العامة إلى 1.75 ثانية من القوس لنجم على الطرف، استفاد أينشتاين وعلماء الفلك اللاحقين من هذا التصحيح.
بدأ اهتمام إدينغتون بالنسبية العامة في عام 1916 أثناء الحرب العالمية الأولى عندما قرأ أوراقًا لأينشتاين (قُدمت في برلين، ألمانيا في عام 1915) التي ارسلها الفيزيائي الهولندي المحايد ويليام دي ستير الى الجمعية الفلكية الملكية في بريطانيا. إدينجتون الذي قيل لاحقًا أنه واحد من عدد قليل من الأشخاص في ذلك الوقت الذين فهموا النظرية، أدرك أهميتها والقى محاضرة عن النسبية في اجتماع في الجمعية البريطانية عام 1916 وشدد على أهمية اختبار النظرية من خلال أساليب مثل رصد الكسوف من انحراف الضوء وبدأ عالم الفلك الملكي فرانك واتسون دايسون في وضع خطط للكسوف في مايو 1919 الذي سيكون مناسبًا بشكل خاص لمثل هذا الاختبار، أنتج إدينغتون أيضًا تقريرًا رئيسيًا عن النسبية العامة لجمعية الفيزياء، نُشر التقرير تحت عنوان عن النظرية النسبية للجاذبية (1918)، القى إدينغتون أيضًا محاضرات عن النسبية في جامعة كامبريدج حيث كان أستاذًا في علم الفلك منذ عام 1913.
تم إدخال التجنيد الإجباري في بريطانيا عام 1917 في سن الـ 34 وكان إدينغتون مؤهلًا للتجنيد في الجيش لكن جامعته حصلت على إعفائه من هذا على أساس المصلحة الوطنية، تم استئناف هذا الإعفاء لاحقًا من قبل وزارة الحرب، صرح إدينغتون أنه معارض ضميري بناءً على أساس ديني في سلسلة من جلسات الاستماع في يونيو ويوليو 1918. في جلسة الاستماع النهائية أيد عالم الفلك الملكي فرانك واتسون دايسون الإعفاء من خلال اقتراح أن يقوم إدينغتون بعملية لرصد الكسوف الكلي في مايو من العام التالي لاختبار النظرية النسبية العامة لأينشتاين، منح مجلس الاستئناف تمديدًا لمدة اثني عشر شهراً لإدينغتون للقيام بذلك، على الرغم من أن هذا التمديد أصبح موضع جدل من خلال توقيع الهدنة في نوفمبر  الذي أنهى الحرب إلا أن الحملة استمرت كما هو مخطط لها.

## النظرية
لنظرية وراء التجربة تتعلق بالانحراف المتوقع للضوء بواسطة الشمس، تمت أول ملاحظة للانحراف الضوئي من خلال ملاحظة تغيير موقع النجوم أثناء مرورها بالقرب من الشمس على الكرة السماوية. يُعطى الانحراف الزاوي التقريبي δφ للجسيم بلا كتلة القادم من اللانهاية والعودة إلى اللانهاية بالصيغة التالية:
(يوجد معادلة هنا)
هنا، يمكن تفسير b على أنها مسافة الاقتراب الأقرب. على الرغم من أن هذه الصيغة تقريبية إلا أنها دقيقة بالنسبة لمعظم قياسات عدسة الجاذبية، ذلك بسبب صغر نسبة rs/b. بالنسبة للضوء الذي يلامس سطح الشمس، يبلغ الانحراف الزاوي التقريبي حوالي 1.75 ثانية قوسية، هذا هو ضعف القيمة التي تنبأت بها الحسابات باستخدام نظرية الجاذبية النيوتونية، كان هذا الاختلاف في الانحراف بين النظريتين هو ما حاولت بعثة إدينغتون ومراقبو الكسوف اللاحقون الآخرون ملاحظته.

## البعثات والملاحظات
كان الهدف من البعثات هو الاستفادة من تأثير حجب القمر أثناء الكسوف الكلي للشمس واستخدام القياس الفلكي لقياس مواقع النجوم في السماء حول الشمس أثناء الكسوف، هذه النجوم عادةً غير مرئية في النهار بسبب سطوع الشمس وستصبح مرئية خلال لحظة الكسوف عندما يغطي القمر القرص الشمسي، إن الاختلاف في الموقع المرصود للنجوم أثناء الكسوف مقارنة بموقعها الطبيعي (الذي تم قياسه قبل بضعة أشهر في الليل عندما لا تكون الشمس في مجال الرؤية) قد يشير إلى أن الضوء النابع هذه النجوم قد انحنى عندما مر بالقرب من الشمس، حين خطط دايسون لرحلة في عام 1919 اختار كسوف عام 1919 لأنه سيحدث مع الشمس أمام مجموعة من النجوم الساطعة وتسمى “الهيادس". سطوع هذه النجوم يجعل من السهل قياس أي تغيرات في المواقع.
كان من المقرر إرسال فريقان من شخصين لمراقبة الكسوف في موقعين: جزيرة برينسيبي في غرب أفريقيا وبلدة سوبرال البرازيلية.
كان أعضاء بعثة برينسيبي هم إدينغتون وإدوين تورنر كوتنغهام من مرصد كامبريدج، في حين أن أعضاء بعثة سوبرال كانوا أندرو كروميلين وتشارلز رندل ديفيدسون من مرصد غرينتش في لندن، كان إدينغتون مدير مرصد كامبريدج وكوتينغام كان صانع الساعات الذي عمل على أدوات المرصد، كذلك كان كروميلين مساعدًا في مرصد غرينتش بينما ديفيدسون كان أحد اجهزة الكمبيوتر في المرصد.
تم تنظيم البعثات من قبل لجنة الكسوف الدائمة المشتركة وهي لجنة مشتركة بين الجمعية الملكية والجمعية الفلكية الملكية برئاسة الفلكي الملكي دايسون، تم تقديم طلب التمويل للبعثة إلى لجنة المنح الحكومية وطلب 100 يورو للمعدات و 1000 يورو للسفر والتكاليف الأخرى.

### سوبرال
في منتصف عام 1918، أكد باحثون من المرصد الوطني البرازيلي أن مدينة سوبرال "سيارا" كانت أفضل موقع جغرافي لمراقبة كسوف الشمس، أرسل مديرها هنريك تشارلز موريز تقريرًا للمؤسسات العلمية في جميع أنحاء العالم حول هذا الموضوع، يشمل الجمعية الفلكية الملكية في لندن.
يتضمن فريق مرصد غرينتش الذي تم ارساله الى البرازيل من تشارلز ديفيدسون وأندرو كروميلين، نسق فرانك دايسون كل شيء من أوروبا وبعدها أصبح مسؤولًا عن تحليل بيانات الفريق، وصل الفريق إلى البرازيل في 23 مارس 1919 وتم التنازل عن معداتها دون فحص كنوع من المجاملة من الحكومة البرازيلية في حين شارك إديغتون في بعثة برينسيبي الاستكشافية، لسبب غير معروف لم يسافر دايسون إلى البرازيل.
تم تصنيع المعدات بواسطة اثنين من التلسكوبات الفلكية بنظام مرآة تعرف باسم "الكوستات" وهو تلسكوب رئيسي من مرصد غرينيش الملكي مع فتحة 13 بوصة ومثبت على كولوستات 16 بوصة وتلسكوب احتياطي صغير بفتحة 4 بوصة مستعارة من العالم الويسيوس كورتي.
في 30 ابريل وصل الفريق إلى سوبرال وبدأ يوم الكسوف غائمًا لكن السماء صافية وبدأ قرص القمر بحجب الشمس قبل وقت قصير من الساعة 8:56 صباحًا، استمر الكسوف 5 دقائق و 13 ثانية وبقي الفريق في سوبرال إلى يوليو لتصوير النجوم ليلًا.
سجل التلسكوب الرئيسي اثني عشر نجمة بينما التلسكوب الاحتياطي سجل سبعة، كان لدى التلسكوب الرئيسي صور ضبابية غير واضحة وتم استبعادها من الاستنتاج النهائي، في حين أن التلسكوب الأصغر كان لديه الصور الأكثر وضوحًا والأكثر ثقة، يدافع دانييل كينيفيك عن أنه لولا صور سوبرال لكانت نتائج كسوف عام 1919 غير حاسمة وأن البعثات خلال فترات الكسوف المستقبلية فشلت في تحسين البيانات.
انضم الفريق البريطاني إلى الفريق البرازيلي بقيادة هنري تشارلز موريز وعلماء الفلك ليليو جاما ودومنيغوس فرنانديز دا كوستا وأليريو هوغويني دي ماتوس وتيوفيلو لي بهدف إنتاج ملاحظات المطيافية (منظار الطيف) لهالة الشمس.
وضع الفريق معداته في ساحة أمام كنيسة باتروسيونيو حيث يوجد اليوم متحف الكسوف، أخذ الفريق عدة لوحات بمقاس 24 - 18- 9- 12 سم لالتقاط الشمس ومواقع النجوم بالقرب من حافة الشمس لكن للأسف لم يتم استخلاص اي استنتاجات لها معنى من البيانات التي انتجها الفريق البرازيلي وكان مساهمتهم محدودة كدعم لوجستي فقط للفريق البريطاني وملاحظات المناخ، تم ترميم لوحاتها من قبل المرصد الوطني في عام 2015 بينما فقدت لوحات الفريق البريطاني بعد عام 1979.
تم تشكيل البعثة الثالثة من ذلك اليوم على يد دانيال ماينارد وايز وأندرو طومسون من مؤسسة كارنيجي وكان هدفهم دراسة تأثيرات الكسوف على المجال المغناطيسي والكهرباء الجوية.
صرح أينشتاين للصحافة البرازيلية في عام 1925 عن النتائج: "لقد تم حل المشكلة التي تصورها عقلي بواسطة السماء البرازيلية المشرقة".

#### برينسيبي
كانت المعدات المستخدمة في رحلة برينسيبي عبارة عن عدسة فلكية مستعارة من مرصد رادكليف في أكسفورد، أبحر إدينغتون من إنجلترا في مارس 1919 بحلول منتصف مايو قام بتثبيت معداته في برينسيبي وهي جزيرة في خليج غينيا قبالة ساحل غرب أفريقيا بالقرب مما كان في ذلك الوقت غينيا الإسبانية، كان من المقرر أن يحدث الكسوف في وقت مبكر من بعد الظهر في 29 مايو في الساعة 2 مساءً ولكن في ذلك الصباح كان هناك عاصفة مصحوبة بأمطار غزيرة، كتب إدينجتون:
توقف المطر في الظهر وحوالي الساعة 1:30 وبدأنا نلقي لمحة على الشمس، كان علينا أن نحمل صورنا بإيمان، لم أرى الكسوف لأنني كنت مشغولًا للغاية بتغيير الصفائح باستثناء نظرة واحدة للتأكد من أنه بدأ وأخرى في منتصف الطريق لمعرفة مقدار السحاب الموجود، التقطنا ستة عشر صورة جميعها جيدة للشمس مما يدل على بروز ملحوظ جدًا ولكن السحابة قد تداخلت مع صور النجوم، الصور القليلة الاخيرة تظهر بعض الصور التي آمل أن تعطينا ما نحتاجه…
طوّر إدينغتون الصور الفوتوغرافية لجزيرة برينسيبي وحاول قياس التغير في مواقع النجوم أثناء الكسوف في 3 يونيو، على الرغم من السحب التي قللت من جودة الصفائح فقد دون إدينجتون في دفتر ملاحظاته: …"لوحة واحدة قمت بقياسها أعطت نتيجة تتوافق مع أينشتاين".

## النتائج والنشر
تم الإعلان عن النتائج في اجتماع للجمعية الملكية في نوفمبر 1919 ونُشرت في المعاملات الفلسفية للجمعية الملكية عام 1920، بعد عودة البعثة كان إدينغتون يلقي خطابًا في عشاء أقامته الجمعية الفلكية الملكية واظهر جنابة المرح و قام بتأليف البيت التالي الذي سخر من أسلوب رباعيات عمر الخيام:
Oh leave the Wise our measures to collate
One thing at least is certain, light has weight
One thing is certain and the rest debate
Light rays, when near the Sun, do not go straight.
آرثر ستانلي إدينجتون

## النسخ اللاحقة
تم تكرار قياسات الانحراف الضوئي من قبل البعثات التي لاحظت الكسوف الشمسي الكلي في 21 سبتمبر 1922 في أستراليا، لعب مرصد ليك ومرصد جبل ويلسون دورًا مهمًا في هذا الأمر وكلاهما في كاليفورنيا بالولايات المتحدة الأمريكية، أعلن ويليام والاس كامبل في 12 أبريل 1923 أن النتائج الجديدة الأولية أكدت نظرية أينشتاين للنسبية والتنبؤ بكمية انحراف الضوء مع قياسات من أكثر من 200 نجمة، استخدمت النتائج النهائية المنشورة في عام 1928 قياسات لأكثر من 3000 صورة للنجم.

## الاستقبال
أدى عرض النتائج في الدورة المشتركة للجمعية الملكية والجمعية الفلكية الملكية في 6 نوفمبر 1919 إلى تغطية صحفية مكثفة أولاً في بريطانيا العظمى وبعد بضعة أيام في الصحافة الأمريكية وتحديدًا في صحيفة نيويورك تايمز، ثم تليها الصحافة الألمانية. في حين أن أينشتاين كان شخصية مشهورة نوعاً ما في ألمانيا لعدة سنوات بحلول ذلك الوقت إلا أن المقالات المعنية كانت بمثابة بداية مكانته كشخصية مشهورة على مستوى الدول،  كان الاستثناء الملحوظ هو بلجيكا؛ حيث تم تجاهل نتائج إدينجتون ويرجع ذلك جزئيًا إلى أن أينشتاين كان يُنظر إليه على أنه يمثل ألمانيا، لا تزال معاناة بلجيكا في الحرب العالمية الأولى حاضرة في البلاد، أدت الشعبية المفاجئة لنظريات أينشتاين إلى "ازدهار أينشتاين" في كتب العلوم الشعبية.
في حين أن هناك قصة لاحقة تصف أن أينشتاين غير مرتاح بالنتائج التجريبية وواثق في نظرياته حتى في غياب الأدلة (قائلًا؛ عندما سأل عما كان سيقول لو كانت النتائج خلاف ذلك، "عندها سوف أشعر بالأسف من أجل الرب العزيز فعلى أي حال النظرية صحيحة"، تشير الأدلة في رسائل أينشتاين إلى علماء آخرين على العكس من ذلك إلى أنه كان معجبًا ومتأثرًا بالنتائج الجديدة واعتبرها نجاحًا مهمًا.
كما تم استخدام نتائج عام 1919 كجزء من الجهود المنهجية التي حاول من خلالها الحائز على جائزة نوبل "فيليب لينارد تشويه سمعة أينشتاين الذي اعتبره لينارد هو نفسه اشتياقا في الاشتراكية الوطنية ومؤيدًا لما اعتبره "الفيزياء الألمانية" وكمؤيد خطير لـ “الفيزياء اليهودية" غير الطبيعية. أشار لينارد إلى التنبؤ لعام 1801 بأن يوهان جورج فون سولدنر قد اشتق من الجاذبية النيوتونية للانحناء حول ضوء النجوم حول جسم ضخم وهو ما يتوافق مع نصف التنبؤ النسبي العام المستمد من أينشتاين في عام 1915 وبالتالي إلى اشتقاق آينشتاين السابق عام 1911 وادعى أنه أثبت أن أينشتاين مُنْتحل وأن فون سولدنر يستحق أن يُمنح إليه الفضل في نتيجة عام 1919.
لعبت كل من نتائج 1919 نفسها وكتاب إدينغتون حول النسبية العامة التي شهدت طبعته الثانية بما في ذلك النتائج العديد من الترجمات مع نمو الاهتمام بنظرية أينشتاين أدوارا مهمة في استقبال نظرية أينشتاين في المجتمع العلمي، من الجدير بالذكر أنه في حين تم النظر إلى نتائج إدينغتون على أنها تأكيد لتنبؤات أينشتاين وفي هذه الصفة سرعان ما وجدت طريقها إلى كتب النسبية العامة بين المراقبين اتبعت مناقشة استمرت عقدًا من الزمن حول القيم الكمية لانحراف الضوء، مع نتائج دقيقة في نزاع حتى بعد أن كررت العديد من البعثات ملاحظات إدينغتون بمناسبة الكسوف اللاحق  فقد شملت المناقشة كل من تحليل البيانات؛ مثل الوزن المختلف المخصص لنجوم المختلفة في بعثتين الكسوف في عام 1922 وعام 1929 ومسألة التأثيرات المنهجية المحددة التي يمكن أن تحرف النتائج.
بشكل عام احتفظت مقاييس الكسوف من هذا النوع باستخدام الضوء المرئي بقدر كبير من عدم اليقين ولم يظهر إلا بشكل قاطع أن مقدار الانحراف هو القيمة الكاملة التي تنبأت بها النسبية العامة حتى الفلكية الراديوية في أواخر الستينات وليس نصف هذا العدد كما هو متوقع من قبل تقدير "نيوتن"، تعد هذه القياسات والتي تليها هي في الوقت الحاضر جزءًا مهمًا مما يسمى "اختبارات ما بعد نيوتن للجاذبية" وهي الطريقة المنهجية لتحديد معايير تنبؤات النسبية العامة والنظريات الأخرى من حيث عشر معايير قابلة للتعديل في سياق التشكيل ما بعد نيوتن المحددة.حيث تمثل كل معيار انحراف محتمل من قانون نيوتن للجاذبية العالمية، تم تنفيذ أقدم معايير التقريب ما بعد نيوتن من قبل إدينغتون (1922).إن المعايير المعنية بكمية انحراف الضوء بواسطة مصدر الجاذبية هي ما يسمى "إدنجتون بارامتر" (γ)، وهي حاليًا الأفضل تقييدًا من بين المعايير العشرة ما بعد النيوتن.  
في الوقت الذي أجريت فيه آخر قياسات جدية للكسوف الشمسي من قبل بعثة جامعة تكساس في موريتانيا في عام 1973، بدأت الشكوك تظهر حول ما إذا كانت قياسات إديغتون الأصلية كافية لتبرير تنبؤ آينشتاين أو ما إذا كان التحليل المنحاز من قبل إديغتون وزملائه بتحريف النتائج، تم إثارة مخاوف مماثلة حول الأخطاء المنهجية وربما تحيز التأكيد في مجتمع تاريخ العلوم واكتسبت أهمية أكبر كجزء من الكتاب الشهير "الغولم" من تأليف تريفور بينش وهاري كولينز، تشير إعادة تحليل حديث لمجموعة البيانات إلى أن تحليل إدينغتون كان دقيقاً وفي الواقع أقل تعرضاً للتحيز من بعض تحليلات بيانات كسوف الشمس التي تلي ذلك،  يأتي جزء من التبرئة من إعادة تحليل الصفائح من جهازي سوبرال عام 1979 باستخدام آلة قياس لوحة أكثر حداثة بكثير مما كان متاحًا في عام 1919 وهو الذي يدعم نتائج إدينجتون.

## في الثقافة الشعبية
كانت التجربة مركزية في حبكة الفيلم التلفزيوني لهيئة الإذاعة البريطانية (بي بي سي) لعام 2008، أينشتاين وإيدينغتون مع ديفيد تينانت في دور إيدينغتون.

## انظر ايضا
- اختبارات النسبية العامة
- أينشتاين وإيدنغتون